# ISO 3166-2
O ISO 3166-2 é a parte do padrão ISO 3166 publicada pela Organização Internacional para Padronização (ISO), e define códigos para os nomes dos principais subdivisões (por exemplo, concelho, comunidade autônoma, departamento, distrito, judete, província, região ou estados) de todos os países codificados em ISO 3166-1. O nome oficial da norma é "Códigos para a representação dos nomes dos países e das suas subdivisões - Parte 2: País subdivisão código". Foi publicado pela primeira vez em 1998.
A finalidade da norma ISO 3166-2 é estabelecer um padrão internacional de códigos alfanuméricos curtos para representar qualquer divisão administrativa de um país de uma forma mais conveniente e menos ambígua do que a sua forma nome completo do local. Cada código ISO 3166-2 é constituído por duas partes, separadas por um hífen. A primeira parte é o ISO 3166-1 alfa-2 código do país, e a segunda parte é uma seqüência de até três caracteres alfanuméricos. A segunda parte é geralmente obtida a partir de fontes nacionais e resulta de sistemas de codificação já em uso no país em causa, mas também pode ser desenvolvido pela ISO 3166 Maintenance Agency (ISO 3166/MA) propriamente dita. Existem atualmente mais de 4.200 códigos diferentes.
ISO 3166-2 não é o único padrão para códigos de região. Exemplos de outros códigos de região incluem:
- Federal Information Processing Standard (FIPS) 10-4, desenvolvido pela Governo Federal dos Estados Unidos da América (ver lista de códigos de região FIPS)
- Nomenclaturas de Unidades Territoriais para fins Estatísticos NUTS (NUTS), desenvolvido pela União Europeia

## Códigos Atuais
Lista completa dos códigos ISO 3166-2 atualmente de cada país.
| Código | Nome do país                               |
| ------ | ------------------------------------------ |
| AD     | Andorra                                    |
| AE     | Emirados Árabes Unidos                     |
| AF     | Afeganistão                                |
| AG     | Antígua e Barbuda                          |
| AI     | Anguila                                    |
| AL     | Albânia                                    |
| AM     | Armênia                                    |
| AO     | Angola                                     |
| AQ     | Antártida                                  |
| AR     | Argentina                                  |
| AS     | Samoa Americana                            |
| AT     | Áustria                                    |
| AU     | Austrália                                  |
| AW     | Aruba                                      |
| AX     | Ilhas Åland                                |
| AZ     | Azerbaijão                                 |
| BA     | Bósnia e Herzegovina                       |
| BB     | Barbados                                   |
| BD     | Bangladesh                                 |
| BE     | Bélgica                                    |
| BF     | Burquina Fasso                             |
| BG     | Bulgária                                   |
| BH     | Bahrein                                    |
| BI     | Burundi                                    |
| BJ     | Benim                                      |
| BL     | São Bartolomeu                             |
| BM     | Bermudas                                   |
| BN     | Brunei                                     |
| BO     | Bolívia                                    |
| BQ     | Países Baixos Caribenhos                   |
| BR     | Brasil                                     |
| BS     | Bahamas                                    |
| BT     | Butão                                      |
| BV     | Ilha Bouvet                                |
| BW     | Botswana                                   |
| BY     | Bielorrússia                               |
| BZ     | Belize                                     |
| CA     | Canadá                                     |
| CC     | Ilhas Cocos (Keeling)                      |
| CD     | República Democrática do Congo             |
| CF     | República Centro-Africana                  |
| CG     | República do Congo                         |
| CH     | Suíça                                      |
| CI     | Costa do Marfim                            |
| CK     | Ilhas Cook                                 |
| CL     | Chile                                      |
| CM     | Camarões                                   |
| CN     | China                                      |
| CO     | Colômbia                                   |
| CR     | Costa Rica                                 |
| CU     | Cuba                                       |
| CV     | Cabo Verde                                 |
| CW     | Curaçau                                    |
| CX     | Ilha do Natal                              |
| CY     | Chipre                                     |
| CZ     | Chéquia                                    |
| DE     | Alemanha                                   |
| DJ     | Djibuti                                    |
| DK     | Dinamarca                                  |
| DM     | Dominica                                   |
| DO     | República Dominicana                       |
| DZ     | Argélia                                    |
| EC     | Equador                                    |
| EE     | Estónia                                    |
| EG     | Egito                                      |
| EH     | Saara Ocidental                            |
| ER     | Eritreia                                   |
| ES     | Espanha                                    |
| ET     | Etiópia                                    |
| FI     | Finlândia                                  |
| FJ     | Fiji                                       |
| FK     | Ilhas Malvinas                             |
| FM     | Estados Federados da Micronésia            |
| FO     | Ilhas Feroé                                |
| FR     | França                                     |
| GA     | Gabão                                      |
| GB     | Reino Unido                                |
| GD     | Granada                                    |
| GE     | Geórgia                                    |
| GF     | Guiana Francesa                            |
| GG     | Guernsey                                   |
| GH     | Gana                                       |
| GI     | Gibraltar                                  |
| GL     | Gronelândia                                |
| GM     | Gâmbia                                     |
| GN     | Guiné                                      |
| GP     | Guadalupe                                  |
| GQ     | Guiné Equatorial                           |
| GR     | Grécia                                     |
| GS     | Ilhas Geórgia do Sul e Sandwich do Sul     |
| GT     | Guatemala                                  |
| GU     | Guam                                       |
| GW     | Guiné-Bissau                               |
| GY     | Guiana                                     |
| HK     | Hong Kong                                  |
| HM     | Ilha Heard e Ilhas McDonald                |
| HN     | Honduras                                   |
| HR     | Croácia                                    |
| HT     | Haiti                                      |
| HU     | Hungria                                    |
| ID     | Indonésia                                  |
| IE     | Irlanda                                    |
| IL     | Israel                                     |
| IM     | Ilha de Man                                |
| IN     | Índia                                      |
| IO     | Território Britânico do Oceano Índico      |
| IQ     | Iraque                                     |
| IR     | Irão                                       |
| IS     | Islândia                                   |
| IT     | Itália                                     |
| JE     | Jersey                                     |
| JM     | Jamaica                                    |
| JO     | Jordânia                                   |
| JP     | Japão                                      |
| KE     | Quênia                                     |
| KG     | Quirguistão                                |
| KH     | Camboja                                    |
| KI     | Kiribati                                   |
| KM     | Comores                                    |
| KN     | São Cristóvão e Neves                      |
| KP     | Coreia do Norte                            |
| KR     | Coreia do Sul                              |
| KW     | Kuwait                                     |
| KY     | Ilhas Caimã                                |
| KZ     | Cazaquistão                                |
| LA     | Laos                                       |
| LB     | Líbano                                     |
| LC     | Santa Lúcia                                |
| LI     | Liechtenstein                              |
| LK     | Sri Lanka                                  |
| LR     | Libéria                                    |
| LS     | Lesoto                                     |
| LT     | Lituânia                                   |
| LU     | Luxemburgo                                 |
| LV     | Letônia                                    |
| LY     | Líbia                                      |
| MA     | Marrocos                                   |
| MC     | Mónaco                                     |
| MD     | Moldávia                                   |
| ME     | Montenegro                                 |
| MF     | São Martinho                               |
| MG     | Madagáscar                                 |
| MH     | Ilhas Marshall                             |
| MK     | Macedônia do Norte                         |
| ML     | Mali                                       |
| MM     | Myanmar                                    |
| MN     | Mongólia                                   |
| MO     | Macau                                      |
| MP     | Marianas Setentrionais                     |
| MQ     | Martinica                                  |
| MR     | Mauritânia                                 |
| MS     | Monserrate                                 |
| MT     | Malta                                      |
| MU     | Ilhas Maurícias                            |
| MV     | Maldivas                                   |
| MW     | Malawi                                     |
| MX     | México                                     |
| MY     | Malásia                                    |
| MZ     | Moçambique                                 |
| NA     | Namíbia                                    |
| NC     | Nova Caledônia                             |
| NE     | Níger                                      |
| NF     | Ilha Norfolk                               |
| NG     | Nigéria                                    |
| NI     | Nicarágua                                  |
| NL     | Países Baixos                              |
| NO     | Noruega                                    |
| NP     | Nepal                                      |
| NR     | Nauru                                      |
| NU     | Niue                                       |
| NZ     | Nova Zelândia                              |
| OM     | Omã                                        |
| PA     | Panamá                                     |
| PE     | Peru                                       |
| PF     | Polinésia Francesa                         |
| PG     | Papua-Nova Guiné                           |
| PH     | Filipinas                                  |
| PK     | Paquistão                                  |
| PL     | Polónia                                    |
| PM     | São Pedro e Miquelão                       |
| PN     | Pitcairn                                   |
| PR     | Porto Rico                                 |
| PS     | Palestina                                  |
| PT     | Portugal                                   |
| PW     | Palau                                      |
| PY     | Paraguai                                   |
| QA     | Catar                                      |
| RE     | Reunião                                    |
| RO     | Roménia                                    |
| RS     | Sérvia                                     |
| RU     | Rússia                                     |
| RW     | Ruanda                                     |
| SA     | Arábia Saudita                             |
| SB     | Ilhas Salomão                              |
| SC     | Seicheles                                  |
| SD     | Sudão                                      |
| SE     | Suécia                                     |
| SG     | Singapura                                  |
| SH     | Santa Helena, Ascensão e Tristão da Cunha  |
| SI     | Eslovênia                                  |
| SJ     | Svalbard e Jan Mayen                       |
| SK     | Eslováquia                                 |
| SL     | Serra Leoa                                 |
| SM     | San Marino                                 |
| SN     | Senegal                                    |
| SO     | Somália                                    |
| SR     | Suriname                                   |
| SS     | Sudão do Sul                               |
| ST     | São Tomé e Príncipe                        |
| SV     | El Salvador                                |
| SX     | São Martinho                               |
| SY     | Síria                                      |
| SZ     | Essuatíni                                  |
| TC     | Turcas e Caicos                            |
| TD     | Chade                                      |
| TF     | Terras Austrais e Antárticas Francesas     |
| TG     | Togo                                       |
| TH     | Tailândia                                  |
| TJ     | Tajiquistão                                |
| TK     | Toquelau                                   |
| TL     | Timor-Leste                                |
| TM     | Turquemenistão                             |
| TN     | Tunísia                                    |
| TO     | Tonga                                      |
| TR     | Turquia                                    |
| TT     | Trinidad e Tobago                          |
| TV     | Tuvalu                                     |
| TW     | Taiwan                                     |
| TZ     | Tanzânia                                   |
| UA     | Ucrânia                                    |
| UG     | Uganda                                     |
| UM     | Ilhas Menores Distantes dos Estados Unidos |
| US     | Estados Unidos                             |
| UY     | Uruguai                                    |
| UZ     | Uzbequistão                                |
| VA     | Vaticano                                   |
| VC     | São Vicente e Granadinas                   |
| VE     | Venezuela                                  |
| VG     | Ilhas Virgens Britânicas                   |
| VI     | Ilhas Virgens Americanas                   |
| VN     | Vietname                                   |
| VU     | Vanuatu                                    |
| WF     | Wallis e Futuna                            |
| WS     | Samoa                                      |
| YE     | Iêmen                                      |
| YT     | Mayotte                                    |
| ZA     | África do Sul                              |
| ZM     | Zâmbia                                     |
| ZW     | Zimbabwe                                   |

## Mudanças
Mudanças na norma ISO 3166-2 são anunciadas em boletins pela ISO 3166/MA. Estas alterações incluem basicamente em, correções ortográficas, a adição e a supressão de subdivisões, e a alteração da estrutura administrativa.
| Edição/Boletim  | Data de publicação                | Entradas afetadas |
| --------------- | --------------------------------- | --- |
| ISO 3166-2:1998 | 1998-12-20                        | Primeira edição do ISO 3166-2 |
| Newsletter I-1  | 2000-06-21                        | BY, CA, DO, ER, ES, IT, KR, NG, PL, RO, RU, TR, VN, YU |
| Newsletter I-2  | 2002-05-21                        | AE, AL, AO, AZ, BD, BG, BJ, CA, CD, CN, CV, CZ, ES, FR, GB, GE, GN, GT, HR, ID, IN, IR, KZ, LA, MA, MD, MW, NI, PH, TR, UZ, VN |
| Newsletter I-3  | 2002-08-20                        | AE, CZ, IN, KZ, MD, MO, PS (nova entrada), TP (mudou para TL), UG |
| Newsletter I-4  | 2002-12-10                        | BI, CA, EC, ES, ET, GE, ID, IN, KG, KH, KP, KZ, LA, MD, MU, RO, SI, TJ, TL, TM, TW, UZ, VE, YE |
| Newsletter I-5  | 2003-09-05                        | BW, CH, CZ, LY, MY, SN, TN, TZ, UG, VE, YU (mudou para CS) |
| Newsletter I-6  | 2004-03-08                        | AF, AL, AU, CN, CO, ID, KP, MA, TN, ZA |
| Newsletter I-7  | 2005-09-13                        | AF, DJ, ID, RU, SI, VN |
| Newsletter I-8  | 2007-04-17                        | AD, AG, BB, BH, CI, CS (excluída, substituída por ME e RS), DM, GB, GD, GG (nova entrada), IM (nova entrada), IR, IT, JE (nova entrada), KN, LI, ME (nova entrada), MK, NR, PW, RS (nova entrada), RU, RW, SB, SC, SM, TD, TO, TV, VC                                                                              |
| Newsletter I-9  | 2007-11-28                        | BG, BL (nova entrada), CZ, FR, GB, GE, LB, MF (nova entrada), MK, MT, RU, SD, SG, UG, ZA |
| ISO 3166-2:2007 | 2007-12-13                        | Segunda edição do ISO 3166-2 (estas mudanças não foram anunciadas em um boletim) BA, DK, DO, EG, GN, HT, KE, KW, LC, LR, TV, YE, ZA |
| Newsletter II-1 | 2010-02-03 (corrigido 2010-02-19) | AL, BO, CZ, ES, FR, GN, GR, GW, ID, IE, IT, KN, KP, LK, MA, MH, NP, RS, UG, VE |
| Newsletter II-2 | 2010-06-30                        | AG, AR, BA, BF, BI, BS, BY, CF, CL, CV, EC, EG, GB, GL, HU, IT, KE, KM, LY, MD, MW, NG, NZ, OM, PA, PE, PH, RU, SC, SH, SI, SN, TD, TM, YE |
| Newsletter II-3 | 2011-12-13 (corrigido 2011-12-15) | AF, AN (excluída, substituída por BQ, CW e SX), AW, AZ, BD, BE, BG, BQ (nova entrada), BS, CV, CW (nova entrada), DJ, DK, ER, FI, FR, GB, GQ, HN, HR, HT, ID, IE, IN, JO, KW, LS, LV, MC, ME, MK, MM, MV, NL, NO, NP, NR, PG, PK, PL, PS, QA, SA, SD, SE, SH, SS (nova entrada), SX (nova entrada), TL, TN, TR, VN |
| ISO 3166-2:2013 | 2013-11-19                        | Terceira edição do ISO 3166-2 (as mudanças são publicadas no catálogo online da ISO e boletins novos não são mais publicados) |
| ISO 3166-2:2020 | 2020-08                           | Quarta edição do ISO 3166-2 |